# Śluza III Grunwaldzka
Śluza III „Grunwaldzka” – niezachowana śluza na Kanale Bydgoskim w Bydgoszczy.
Stanowi jedną z budowli hydrotechnicznych starego odcinka Kanału Bydgoskiego, wyłączonego z eksploatacji w 1915 r. Jest to dawna czwarta śluza drogi wodnej Wisła-Odra. Istniała w latach 1774-1972.

## Lokalizacja
Śluza znajdowała się w Bydgoszczy, przy ul. Grunwaldzkiej, ok. 600 m na wschód od śluzy IV przy ul. Wrocławskiej.

## Historia
Śluzę wybudowano w latach 1773-1774 jako drewnianą. Formę murowaną nadano budowli w latach 1803-1810, kiedy dokonano pierwszej przebudowy drogi wodnej Wisła-Odra. Eksploatowana była z przeznaczeniem dla barek o ładowności do 200 ton do roku 1915, kiedy oddano nowy odcinek kanału z nowo wybudowanymi śluzami Okole i Czyżkówko. Do końca lat 40. XX w. wykorzystywana była awaryjnie. Ostateczne wyłączenie z eksploatacji nastąpiło pod koniec lat 60. XX w.
W latach 1970–1972 śluzę zasypano wraz z 500-metrowym odcinkiem Kanału Bydgoskiego z powodu budowy węzła drogowego tzw. grunwaldzkiego. Zasypana śluza znajduje się pod trawnikiem około sześć metrów na północ od południowej jezdni ul. Nakielskiej.

## Charakterystyka
Była to śluza komorowa o konstrukcji ceglanej. Posiadała zamknięcia w postaci drewnianych wrót wspornych dwuskrzydłowych. Zasuwy umożliwiające regulację przepływu wody i napełnianie komory posiadały napęd ręczny. Śluza dysponowała dwoma kładkami technologicznymi na głowie dolnej i górnej, rozchylane razem z wrotami. Ponadto przy głowie dolnej znajdował się mostek dla pieszych.